# Willy Van Mechelen
Willy Van Mechelen (* 14. September 1947 in Morkhoven (Provinz Antwerpen)) ist ein ehemaliger belgischer Radrennfahrer und nationaler Meister im Radsport.

## Sportliche Laufbahn
Van Mechelen war im Straßenradsport aktiv. 1969 gewann er die nationale Meisterschaft im Mannschaftszeitfahren gemeinsam mit Ludo Van Der Linden, Louis Dierckx, Emile Cambré, Willy Verschueren und Willy Scheers und siegte im Etappenrennen Circuit Franco-Belge. 1970 verteidigte er mit Frans Verhaegen, Ludo Van Der Linden, August Herijgers und Ludo Bosch den Titel im Mannschaftszeitfahren. Im Kattekoers, der Amateurausgabe von Gent–Wevelgem, wurde er Zweiter. 1971 wurde er im Omloop der Vlaamse Gewesten Zweiter. Van Mechelen blieb während seiner Karriere Amateur.